# Sebastián Videla
Sebastián Patricio Videla Castillo (Antofagasta, Chile; 29 de abril de 1986) es un comunicador social y político chileno. Desde marzo de 2022 ejerce como diputado por el Distrito N°3 de la Región de Antofagasta.

## Biografía
Hijo de Eduardo Videla Arenas y de Rosa Castillo Parra. Cursó su enseñanza media en el Colegio Adventista de Antofagasta, de donde egresó en el 2004. Posteriormente estudió actuación y cursó un Diplomado en Gestión Cultural en la Pontificia Universidad Católica de Valparaíso.
Trabajó en diversos medios audiovisuales y digitales. En 2017 se trasladó a México para realizar una especialización con profesionales de TV Azteca, y participó en Tv Urban y Televisa. En su regreso a Chile se desempeña en Chilevisión y luego se integra a Antofagasta TV, donde realizó el programa “Voz Ciudadana”, el que dejó en 2021 para dedicarse por completo a su carrera política.
En 2012 presentó su candidatura a concejal como independiente en la lista de ChilePrimero, donde no resultó electo. Posteriormente se desempeñó como asesor de la alcaldesa Karen Rojo, cargo al que renunció en 2015.
Para las elecciones municipales de 2021 presentó su candidatura independiente a la alcaldía de Antofagasta, logrando el segundo lugar con 17.294 votos, equivalentes al 16,75% del total de los sufragios válidos, superado por el también comunicador Jonathan Velásquez, quien resultó ganador en esas elecciones y se convirtió en el nuevo alcalde de la ciudad en ese entonces y durante cuatro años. 
A mediados de 2021, volvió a la carga y presentó su candidatura a diputado independiente con el apoyo del Partido Liberal en el Distrito 3 que abarca las comunas de Antofagasta, Calama, María Elena, Mejillones, Ollagüe, San Pedro de Atacama, Sierra Gorda, Taltal, y Tocopilla, bajo la lista de Nuevo Pacto Social. Resultó electo con 12.266 votos, correspondientes al 6,73% del total de los sufragios emitidos válidamente.

## Historial electoral

### Elecciones municipales de 2012
- Elecciones municipales de 2012 para el concejo municipal de Antofagasta[3]

### Elecciones municipales de 2021
- Elecciones municipales de 2021 para la alcaldía de Antofagasta[4]

### Elecciones parlamentarias de 2021
- Elecciones parlamentarias de 2021 a Diputado por el distrito 3 (Antofagasta, Calama, María Elena, Mejillones, Ollagüe, San Pedro de Atacama, Sierra Gorda, Taltal y Tocopilla)[5]